# Ma vie est une comédie
Pour plus de détails, voir Fiche technique et Distribution.
Ma vie est une comédie (This Is My Life) est un film américain réalisé par Nora Ephron, sorti en 1992.

## Synopsis
Dottie Ingels vend des parfums dans un grand magasin. Son travail ne la passionne guère. Elle rêve de devenir une star du comique. Un beau jour, précisément celui de la mort de sa tante Harriet, qui lui laisse sa maison en héritage, Dottie décide de tout plaquer. Elle vend sa demeure et part à Manhattan avec ses deux filles, Erica et Opal. Elle rencontre bientôt Claudia Curtis, qui devient son agent et organise pour elle des tournées sur mesure. Le succès se présente rapidement. Mais la passion de la mère s'assouvit au détriment du bonheur des deux fillettes, qui lui font sentir leur amertume...

## Fiche technique
- Titre : Ma vie est une comédie
- Titre original : This Is My Life
- Realisation : Nora Ephron
- Scénario : Delia et Nora Ephron, d'après le roman This Is My Life de Meg Wolitzer  (ISBN 0140169261)
- Production : Lynda Obst
- Production exécutive : Carole Isenberg et Patricia K. Meyer
- Société de production : Twentieth Century Fox
- Musique : Carly Simon
- Photographie : Bobby Byrne (en)
- Montage : Robert M. Reitano
- Décors : David Chapman
- Costumes : Jeffrey Kurland
- Format : Couleurs (Deluxe) - Dolby - 1.85:1
- Pays de production :  États-Unis
- Durée : 105 minutes
- Genre : Drame
- Date de sortie : États-Unis : 21 février 1992

## Distribution
- Julie Kavner : Dottie Ingels
- Samantha Mathis : Erica Ingels
- Gaby Hoffmann : Opal Ingels
- Carrie Fisher : Claudia Curtis
- Dan Aykroyd : Arnold Moss
- Bob Nelson : Ed
- Marita Geraghty : Mia Jablon
- Welker White (de) : Lynn
- Caroline Aaron : Martha Ingels
- Kathy Najimy : Angela
- Danny Zorn : Jordan Strang
- Renée Lippin : Arlène
- Joy Behar : Ruby
- Estelle Harris : Aunt Harriet
- Sidney Armus : Morris Chesler
- Marcia DeBonis : Linda